# 2M1207
2M1207 (celým názvem 2MASS J1207334-393254) je hnědý trpaslík v souhvězdí Hydry. Je známý zejména díky přítomnosti planetárního společníka 2M1207b, který byl jednou z prvních objevených exoplanet a první přímou detekcí planetárního objektu obíhajícího hnědého trpaslíka. Tento systém se nachází ve vzdálenosti přibližně 53 parseků (173 světelných let) od Země.

## Vlastnosti
2M1207 má spektrální typ M8, což znamená, že jde o velmi chladný a slabě zářící objekt. Jeho povrchová teplota činí přibližně 2550 K a jeho hmotnost se odhaduje na 0,025 hmotnosti Slunce (asi 23krát větší než hmotnost Jupiteru). Září s celkovou svítivostí pouze 0,002 svítivosti Slunce. Předpokládá se, že je členem mladého hvězdného seskupení známého jako TW Hydrae asociace, jehož stáří se odhaduje na 5–10 milionů let.

## Objev
2M1207 byl objeven v rámci infračerveného průzkumu oblohy projektu 2MASS, což odráží jeho název. Při následném pozorování byla v roce 2004 potvrzena přítomnost planetárního společníka 2M1207b. Tento objev byl významným milníkem v astronomii, neboť šlo o první přímé zobrazení exoplanety.

## Protoplanetární disk
2M1207 je obklopen diskem prachu a plynu, což je charakteristický rys mnoha mladých hnědých trpaslíků a hvězd typu T Tauri. Disk byl detekován na základě infračervených a ultrafialových spektrálních pozorování. Akreční procesy v disku vedou k vytváření rychlých jetů hmoty, které byly rovněž pozorovány pomocí Very Large Telescope (VLT).

## Planetární společník 2M1207b
2M1207b je substelární objekt s odhadovanou hmotností 5–6 násobků hmotnosti Jupiteru. Pravděpodobně se jedná o objekt s planetární hmotností, který se zformoval v protoplanetárním disku hnědého trpaslíka. Tento objekt září červeným světlem kvůli své vysoké teplotě, která je výsledkem zbytkového tepla z jeho vzniku.

## Význam
Objev 2M1207 a jeho planetárního společníka přinesl nové pohledy na formování planetárních systémů mimo tradiční modely kolem hvězd hlavní posloupnosti. Ukázal také, že i hnědí trpaslíci mohou být obklopeni disky a hostit planetární objekty.